# Margarita Gil Roësset
Marga ou Margarita Gil Roësset, née à Madrid le 3 mars 1908 et morte à Las Rozas (Madrid) le 28 juillet 1932, est une sculptrice, illustratrice et poétesse espagnole. Elle est la sœur de l'écrivaine Consuelo Gil Roësset (1905-1995), la nièce de la peintre María Roësset Mosquera (1882-1921) et la tante de la poétesse et photographe Margarita Clark.

## Biographie
Marga Gil Roësset est née à Las Rozas, aux alentours de Madrid, en 1908. À la suite d'une naissance compliquée, les médecins lui présagent une mort prématurée, cependant sa mère refuse de laisser mourir sa deuxième fille et arrive à prendre soin d'elle. Quelques années plus tard naissent ses frères Pedro (1910) et Julián (1915).
Sa sœur aînée Consuelo — trois ans plus âgée — et elle grandissent dans un milieu illustre et sont éduquées à la maison sous la tutelle de leur mère, Margot Roësset. Elle leur inculque le goût pour l'art, les récompense quand elles inventent des contes et les instruit pour qu'elles puissent parler quatre langues, voyager, visiter des musées et assister à des concerts de musique classique.
Margarita est un enfant prodige. À l'âge de sept ans, elle montre déjà une capacité extraordinaire pour le dessin. C'est à cet âge-là qu'elle écrit une histoire illustrée pour sa mère (l'œuvre la plus ancienne que l'on conserve d'elle). Ce talent se confirme quand elle fait l'illustration d'une histoire intitulée El niño de oro (Le garçon en or) que sa sœur publie en 1920.
En 1923, à Paris, les deux sœurs publient une autre histoire intitulée Rose des Bois. Margarita a alors 13 ans quand elle marque un tournant dans son appréhension de l'art et se consacre à la sculpture. Sa mère a toujours voulu entourer ses filles du meilleur et, en suivant cette ligne, elle la conduit à Victorio Macho, sculpteur espagnol et précurseur de la sculpture espagnole contemporaine, qui refuse de lui donner des cours de peur de gâcher son talent. Elle était donc complètement autodidacte et c'est probablement pour cela que l'on n'a pas pu trouver d'influence dans ses œuvres. Les critiques sont tous d'accord : elle était unique, différente et incroyable. Selon l'écrivain José Francés, en tant que sculptrice « Marga EST ».
En 1930, à 22 ans, elle présente une sculpture d'Adam et Ève à l'Exposition nationale des beaux-arts d'Espagne qui a beaucoup de succès[réf. nécessaire].

## Relation avec Juan Ramón Jiménez et décès
Margarita et sa sœur, Consuelo, admiraient Zenobia Camprubí, connue pour être la traductrice du poète bengali Rabindranath Tagore ainsi qu'épouse du poète espagnol Juan Ramón Jiménez. En 1932, lors d'un récital d'opéra, l'autrichienne Olga Bauer-Pilecka présente le couple formé par Zenobia Camprubí et Juan Ramón Jiménez à Margarita. La sculptrice tombe amoureuse de l'écrivain espagnol et décide immédiatement de sculpter un buste de Zenobia. Puisqu'il était impossible de maintenir une relation amoureuse avec un homme qui était déjà marié et vu que Margarita était très religieuse, elle décide de se suicider.

Marga Gil Roësset se suicide d'une balle dans la tempe à l'âge de 24 ans, le 28 juillet 1932. Juste avant de se suicider, elle donne un dossier jaune à Juan Ramón Jiménez et lui demande de ne pas le lire à ce moment-là. Dans ce dossier, Juan Ramón trouve le journal intime de cette illustratrice et sculptrice précoce dans lequel elle avoue son amour pour lui. La dernière note de son journal dit ainsi : 

« ... Et en fait... Je ne veux plus vivre sans toi... non... je ne veux plus vivre sans toi... toi, puisque tu peux vivre sans moi... tu dois vivre sans moi... [...] Mon amour est infini... La mort est... infinie... la mer... est infinie... la solitude infinie... moi avec eux... avec toi !... Demain, tu le sais déjà... moi... avec l'infini... lundi, soir. [...] Mais dans la mort, plus rien ne me sépare de toi... seule la mort... que la mort, seule... et... c'est déjà... vie... tellement plus proche ainsi... la mort ... comme je t'aime. »

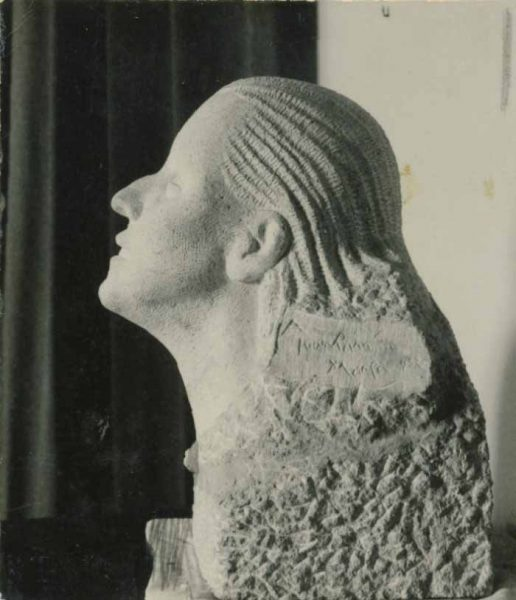
Marga Gil Roësset: Buste de Zenobia Camprubí (1932). Collection privée, Madrid.

Elle laisse également des lettres à sa sœur, à ses parents et à Zenobia Camprubí. Sa mort détruit trois générations de sa famille : ses parents, ses frères et ses neveux. En 1933, ils publient un livre de chansons posthume avec des textes en français et en espagnol écrits par sa sœur Consuelo, de la musique créée par son beau-frère, José María Franco, et trois de ses illustrations, dont l'une était très similaire à celles du Petit Prince d'Antoine de Saint-Exupéry, au point que certains ont émis l'hypothèse qu'il s'en serait inspiré. Juan Ramón Jiménez reste si choqué de la mort de Marga qu'il lui dédie plusieurs poèmes ainsi qu'il lui consacre l'un des portraits littéraires qui apparaissent dans son œuvre intitulée Espagnols de trois mondes.

## Ses œuvres
Selon la philologue Nuria Capdevila-Argüelles, « son parcours est impressionnant du fait du changement de genre artistique (du papier, de l'aquarelle et de l'encre au bois, au plâtre et au granit) et de style (de l'Art nouveau à l'Avant-garde) en très peu de temps. En à peine un peu plus de dix ans, moins de la moitié de sa courte vie, elle développe son habileté comme illustratrice en utilisant de l'encre de Chine et de l'aquarelle sur du papier. Plus tard, elle dominera la technique du moulage en plâtre et en bronze, pour atteindre, ensuite, une maîtrise surprenante de la sculpture en bois, en travaillant, à la fin de sa vie, la pierre et le granit à l'aide d'un marteau et de ciseaux. »
Grâce à sa sculpture, Marga Gil, qui était autodidacte, est sélectionnée pour les expositions nationales des beaux-arts de Madrid de 1930 et de 1932. Le buste de l'épouse de Juan Ramón Jiménez, Zenobia Camprubí, est considéré comme sa meilleure sculpture. Dans le domaine de l'illustration, elle combine l'Art nouveau et le symbolisme et elle illustre les histoires écrites par Consuelo Gil Roësset de Franco, sa sœur. C'est probablement l'un des exemples les plus difficiles et uniques de l'expressionnisme espagnol. 
En juin 1930, elle est interviewée grâce à l'importance de sa sculpture d'Adam et Ève à l'Exposition nationale des beaux-arts. C'est alors que Margarita Gil Roësset parle de sa façon de travailler : « J'essaie toujours de travailler sur mes sculptures de l'intérieur vers l'extérieur. C'est-à-dire, j'essaie de sculpter les idées plus que les gens. Mes œuvres, en termes de forme, peuvent ne pas être très classiques, mais, au moins, elles emportent l'effort de vouloir manifester leur intérieur. »
Avant de se suicider, Marga Gil essaie de détruire toutes ses œuvres, mais en 2001, le Círculo de Bellas Artes de Madrid, grâce à une exposition et plusieurs articles de presse (ABC Cultural, 1997), arrive à récupérer ce qui restait de ses sculptures (ce qui a été le plus endommagé dans son désir de destruction), de ses aquarelles et de ses dessins à l'encre de Chine. La Fondation Juan Ramón Jiménez contribue également à la préservation de ses œuvres grâce à l'ouverture d'une exposition à propos des sculptures de Marga à la maison-musée de Moguer. 
- Illustrations pour El niño de oro (L'enfant en or). 1920
- Illustrations pour Rose des Bois. 1923.
- Maternidad (Maternité). 1929[11]
- La niña que sonríe (La fille qui sourit).
- Para toda la vida (Pour toute la vie).
- Adán y Eva (Adam et Ève)[11],[12]
- Grupo (Groupe). 1932[11]
- Zenobia Camprubí. 1932[11].
- Illustrations pour Canciones de niño (Chansons d'enfant). 1932

Le journal qu'elle avait laissé à Juan Ramón Jiménez a été publié en 2015. 

## Influences ultérieures
En 1933, sa famille publie un livre de chansons posthume avec des textes en français et en espagnol écrits par sa sœur Consuelo, de la musique créée par son beau-frère, José María Franco, et trois de ses illustrations. L'une d'entre elles ressemble tellement aux illustrations du livre Le Petit Prince d'Antoine de Saint-Exupéry, qu'il est très probable que Margarita s'en soit inspiré, d'autant plus que cet écrivain visitait fréquemment l'Espagne.